# Mamut de Sopkargin
El mamut de Sopkarga, también deletreado mamut de Sopkarginsky, e informalmente llamado Zhenya, por el apodo de su descubridor, es un cadáver de mamut lanudo encontrado en octubre de 2012. Fue descubierto a 3 km de distancia de la estación meteorológica polar de Sopkarga en la península de Taimyr en Rusia. Moscow News se refirió a él como el hallazgo de mamut mejor conservado en los últimos 100 años.
Los restos son los de un ejemplar macho, de 15 a 16 años de edad, que murió hace 48.000 años. Los restos pesan más de 500 kilogramos (1102,3 lb), y comprenden la mitad derecha del cuerpo, incluidos los tejidos blandos, la piel y el pelo, el cráneo con una oreja, un colmillo, huesos y órganos reproductores.
Este hallazgo es el mejor conservado de su tipo desde que se desenterró otro mamut en 1901 cerca del río Beryozovka en Yakutia. Esto convierte a Zhenya en el segundo mamut mejor conservado jamás encontrado.
En el transcurso de una semana, el cadáver congelado se extrajo con vapor, hachas y picos. Luego fue transportado en helicóptero a Dudinka, la capital de Taimyr, y colocado en una cámara de hielo.
La joroba de Zhenya parece estar compuesta de grasa, similar a la joroba de un camello.
Los restos fueron encontrados por el niño Yevgeny Salinder, de 11 años de edad, que vive cerca de la estación. Su apodo es "Zhenya".